# Reichspropagandaleitung der NSDAP
De Reichspropagandaleitung was de afdeling van de NSDAP die voor propaganda verantwoordelijk was, dat wil zeggen voor de pers, film en radio. Net als het Reichsministerium für Volksaufklärung und Propaganda stond het onder leiding van Joseph Goebbels.

## Geschiedenis en structuur
De eerste Reichspropagandaleiter was Hermann Esser. Toen de gehele partij na de mislukte Bierkellerputsch werd ontbonden, verloor hij zijn baan. De nieuwe Reichspropagandaleitung werd op 30 juni 1926 opgericht na het herstel van de NSDAP. Gregor Strasser bekleedde het ambt tot begin 1928. Als plaatsvervanger genoot Heinrich Himmler, de latere Reichsführer-SS, een bijzondere mate van vrijheid van handelen. Nadat Strasser uit de partij was gezet, trad Hitler zelf tijdelijk op als Reichspropagandaleiter. Hij werd in april 1930 opgevolgd door Joseph Goebbels.
Het hoofdkwartier van de Reichspropagandaleitung bevond zich aanvankelijk in München, maar nadat de nationaalsocialisten aan de macht kwamen, werd er ook in Berlijn een verbindingsbureau opgericht, dat een steeds groter deel van het werk op zich nam en toezicht hield op het Reichsministerium.
De Reichspropagandaleiter had een stafchef (1937: Hugo Fischer, 1942: Eugen Hadamovsky) en een adjudant (1926: Heinrich Himmler, 1937: Karl Hanke) die aan hem rapporteerden. Ondergeschikt aan de Reichspropagandaleiter waren de Gaupropagandaleiter, Kreispropagandaleiter, Ortspropagandaleiter en Stützpunktpropagandaleiter.
De Reichspropagandaleitung had aanvankelijk de volgende vier kantoren:
- Kantoor Cultuur (Franz Moraller)
- Kantoor Actieve Propaganda
- Kantoor Film
- Kantoor Omroep (Horst Dreßler-Andreß, vanaf 1937 Hans Kriegler)

Vanaf 1940 werd de organisatie geleidelijk geherstructureerd; in 1941 bestond hij uit zes hoofdkantoren:
- Hoofdkantoor Propaganda
- Hoofdkantoor Omroepen
- Hoofdkantoor Organisatie
- Hoofdkantoor Film
- Hoofdkantoor Reichsautozug “Duitsland” ("propagandawagens")
- Hoofdbureau Cultuur (hoofd: vanaf 1941 Hannes Kremer , vanaf 1942 Karl Cerff)

Met Kontrollratsgesetz Nr. 2 van de Geallieerde Controleraad (Ontbinding en liquidatie van nazi-organisaties) van 10 oktober 1945 werd de Reichspropagandaleitung verboden en werden zijn eigendommen geconfisqueerd.